# Champion System (equip ciclista)
L'equip Champion System, va ser un equip ciclista professional xinès, d'origen hongkonguès i armeni, que va competir de 2010 a 2013. Els dos primers anys va tenir categoria continental i els dos següents continental professional. Disputava principalment curses dels circuits continentals de ciclisme.
No s'ha de confondre amb els posteriors equips Giant-Champion System o CCT-Champion System.

## Principals resultats
- Gran Premi Jurmala: Jaan Kirsipuu (2011)

### A les grans voltes
- Giro d'Itàlia
  - 0 participacions
- Tour de França
  - 0 participacions
- Volta a Espanya
  - 0 participacions

## Classificacions UCI

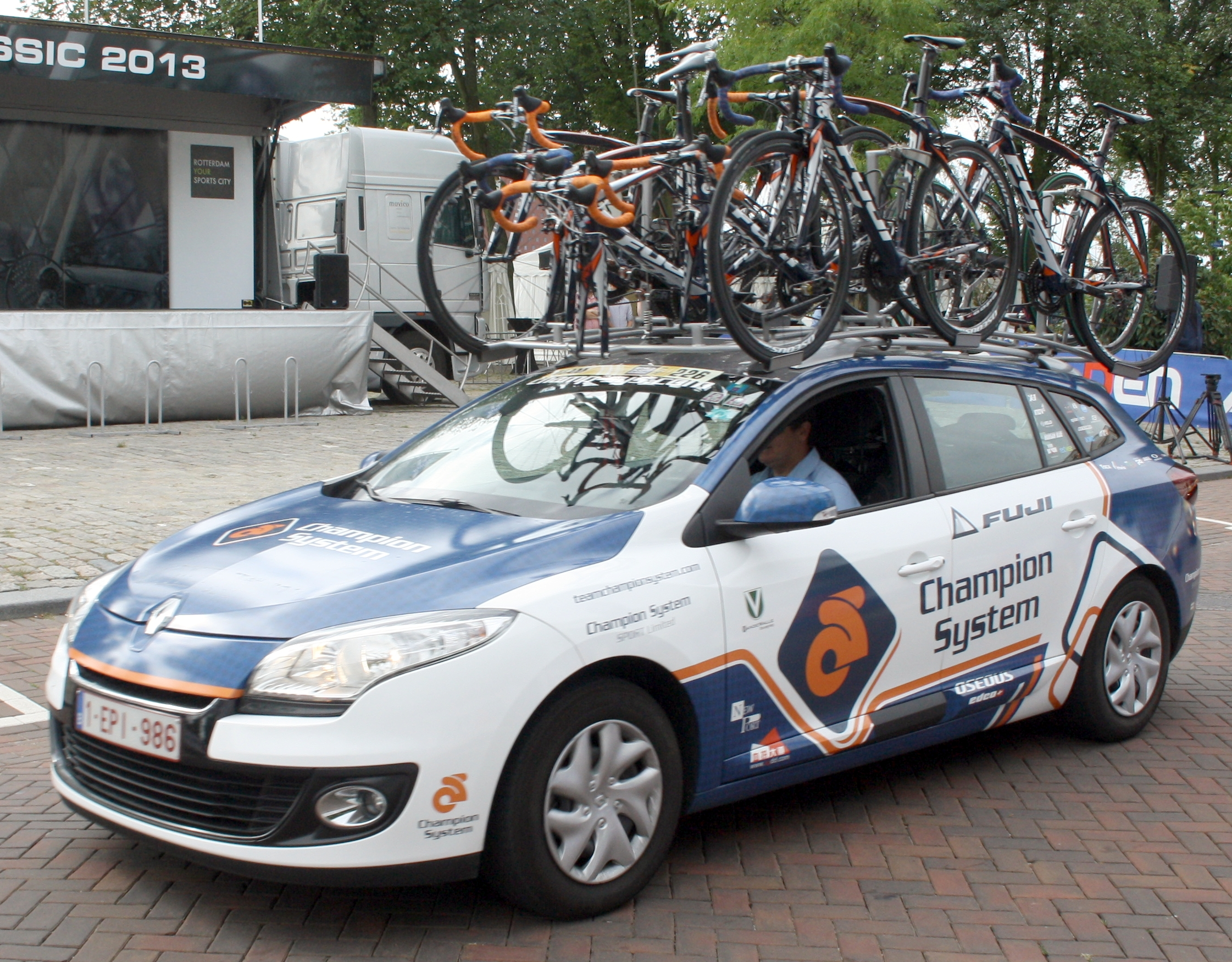
Vehicle d'assistència

L'equip participa en els Circuits continentals de ciclisme. La taula presenta les classificacions de l'equip al circuit, així com el millor ciclista individual.
UCI Amèrica Tour
| Temporada | Classificació per equips | Millor ciclista en la classificació individual |
| --------- | ------------------------ | ---------------------------------------------- |
| 2011      | 30è                      | Matthias Friedemann (170è)                     |
| 2012      | 30è                      | Matthias Friedemann (184è)                     |
| 2013      | 17è                      | Zachary Bell (61è)                             |

UCI Àsia Tour
| Temporada | Classificació per equips | Millor ciclista en la classificació individual |
| --------- | ------------------------ | ---------------------------------------------- |
| 2010      | 25è                      | Jaan Kirsipuu (69è)                            |
| 2011      | 25è                      | Jaan Kirsipuu (71è)                            |
| 2012      | 5è                       | Cameron Wurf (10è)                             |
| 2013      | 17è                      | Mohammed Adiq Husainie Othman (37è)            |

UCI Europa Tour
| Temporada | Classificació per equips | Millor ciclista en la classificació individual |
| --------- | ------------------------ | ---------------------------------------------- |
| 2010      | 78è                      | Jaan Kirsipuu (207è)                           |
| 2011      | 77è                      | Jaan Kirsipuu (243è)                           |
| 2012      | 83è                      | Clinton Avery (272è)                           |
| 2013      | 95è                      | Matthew Brammeier (345è)                       |

UCI Oceania Tour
| Temporada | Classificació per equips | Millor ciclista en la classificació individual |
| --------- | ------------------------ | ---------------------------------------------- |
| 2010      | 13è                      | Jaan Kirsipuu (17è)                            |
| 2012      | 10è                      | William Clarke (20è)                           |
| 2013      | 9è                       | Clinton Avery (38è)                            |